# Den russisk-tyrkiske krig (1676-1681)
Den russisk-tyrkiske krig 1676–1681 var en krig mellem Zar-Rusland og Det Osmanniske Rige. Krigen blev ført i det områder, der i dag er Ukraine. Både Rusland og osmannerne havde territorielle ambitioner i området, der formelt tilhørte Den polsk-litauiske realunion, der dog umiddelbart inden krigen havde lidt nederlag til osmannerne i den Polsk-osmanniske krig (1672-1676). I området var også zaporogkosakkerne en magtfaktor, men kosakkerne var splittede i spørgsmålet om, hvorvidt de skulle alliere sig med den osmanniske sultan eller med den russiske zar.
Det er omdiskuteret, hvem der blev krigens sejrende part. Det lykkedes ikke Rusland at erobre de ukrainske områder på højre bred af floden Dnepr, som osmannerne kort forinden havde erobret fra Polen-Litauen, men en sådan erobring ville have været en krænkelse af Andrusovo-traktaten fra 1667, og kunne derfor have ført til krig med Polen-Litauen. Omvendt bevarende russerne tilstedeværelsen i Kijev og konsoliderede deres tilstedeværelse på venstrebredden af Dnepr, ligesom de opnåede yderligere indflydelse over kosakkerne. Osmannerne kunne afvise de russiske forsøg på at erobre Tjigirin og kunne også være tilfredse med krigens udfald. En taber i konflikten var Den polsk-litauiske realunion, der passivt måtte se til, at Rusland og Det Osmanniske Rige førte krig på et territorium, som polakkerne anså som deres. Realunionen generobrede dog senere store dele af de tabte områder. Også kosakkerne kunne anses som tabere i konflikten, da deres ønske om et udelt Ukraine ikke blev opfyldt, ligesom krigen splittede kosakkerne internt og gjorde dem yderligere afhængige af deres alliancepartnere.

## Optakt og felttog til Tjigirin
Efter at have erobret Podolien under den polsk-osmanniske krig (1672-1676) søgte osmannerne yderligere ekspansion i den del Ukraine, der var beliggende på højrebred af floden Dnepr (den vestlige del af Ukraine). Osmannerne havde allieret sig med den kosakkiske hétman Petro Dorosjenko, der var blevet osmannisk vasal. Dorosjenkos alliance med osmannerne havde skabt splittelse blandt kosakkerne, der i 1674 valgte venstrebreddens hétman, Ivan Samojlovitj, som hétman over hele Ukraine. På trods af valget af Samojlovitj som hele Ukraines hétman, forblev Dorosjenko i sin fæstning i Tjigirin, der var kosakhetmanatets hovedstad. Dorosjenko havde haft succes med at spille de forskellige aktører (Rusland, osmannerne, Polen, og krimtatarerne) ud mod hinanden. I 1676 gik Samojlovitj med den russiske general Romodanovskij ind i højrebreds-Ukraine og belejrede Tjigirin, hvor de tvang Dorosjenko til at abdicere. Efter Dorosjenkos løfte forlod russerne og den øst-ukrainske hær igen Tjigirin, men efterlod en mindre styrke i byen..

## Kampe i 1677
Efter Dorosjenkos abdikation udpegedede den osmanniske sultan Juri Khmelnytskij, der var søn af Bogdan Khmelnytskij, som ny hétman i de ukrainske områder på højrebreddden. I juli beordrede sultan Mehmed 4. en hær på 45.000 mand mod Tjigirin, som blev belejret. Samojlovitj og den russiske general Romodanovskij intervenerede, og det lykkedes russerne og øst-ukrainerne at slå den osmanniske hær tilbage, og belejringen blev hævet den 5. september 1677. Osmannerne havde tabt 20.000 mand og den osmanniske feltherre Ibrahim blev tilfangetaget under osmannernes tilbagetog. Osmannernes støtte, Selim 1. Giray, fra Krim-khanatet mistede sin trone.

## Kampe i 1678
I juli 1678 vendte osmannerne tilbage til Tjigirin, som de belejrede med en 70.000 mand stor hær under storvisir Kara Mustafa, der var støttet af yderligere 50.000 mand fra Krim-khanatet. De russiske og øst-ukrainske hær på 70-80.000 mand brød gennem osmannernes linjer, men måtte efter et blodigt slag trække sig tilbage over Dnepr. Osmannerne konsoliderede sig på højrebredden af Dnepr, men afstod fra at angribe den russiske hovedstyrke der var placeret i Kijev.
I 1679–1680 modstod russerne angreb fra krimtatarerne. the Russians repelled the attacks of the Crimean Tatars and signed the Bakhchisaray Peace Treaty on January 3, 1681, which would establish the Russo-Turkish border by the Dnieper.

## Krigens afslutning og resultat
Krigen blev afsluttet den 3. januar 1681 ved indgåelsen af Bakhtjisaraj-traktaten. Det er omdiskuteret, hvem der sejrede i krigen. Nogle historikere anser resultatet som en osmannisk sejr, andre hævder, at der var tale om en russisk sejr, og nogle anser udfaldet som en slags uafgjort.